# Aleksandr Golc (ur. 1972)
Aleksandr Lwowicz Golc, ros. Александр Львович Гольц; niem. Alexander („Sascha”) Lwowitsch Golts (ur. 12 marca 1972 w Czelabińsku) – rosyjski hokeista pochodzenia niemieckiego, trener.

## Kariera zawodnicza
- Mietałłurg Magnitogorsk (1992-1996)
- EV Füssen (1996-1997)
- Mietałłurg Magnitogorsk (1997-1999)
- EV Füssen (1999-2000)
- Mietałłurg Magnitogorsk (2000-2002)
- Dinamo Moskwa (2002)
- Siewierstal Czerepowiec (2002-2004)
- SKA Sankt Petersburg (2004-2005)
- CSKA Moskwa (2005)
- Mietałłurg Nowokuźnieck (2005-2006)
- Torpedo Niżny Nowogród (2006-2008)
- Witiaź Czechow (2008-2009)
- Gazowik Tiumeń (2009-2010)
- EV Füssen (2010-2014, 2014-2016)

Urodził się w Czelabińsku jako syn Rosjanki i Niemca. Posiadał także obywatelstwo niemieckie.
Wychowanek Traktora Czelabińsk. Z sukcesami występował w drużynie Mietałłurga Magnitogorsk. Zgrany atak tworzyli z nim Rawil Gusmanow i Andriej Razin (w odniesieniu do Golca i Razina miejscowi kibice stworzyli określenie „Raz i Gol”). Ponadto występował wiele lat w drużynie niemieckiej EV Füssen, w tym od maja 2010 przez kolejne lata aż do zakończenia kariery zawodniczek we wrześniu 2014. Pod koniec grudnia 2014 wznowił karierę w tej samej drużynie.
Uczestniczył w turnieju mistrzostw świata 2001.

## Kariera trenerska
- EV Füssen U16 (2017-2018), główny trener
- EV Füssen U18 (2018-2019), główny trener
- Siewierstal Czerepowiec (2019-2020), asystent trenera
- Mietałłurg Magnitogorsk (2020-2021), asystent trenera
- Sibir Nowosybirsk (2021-2022), asystent trenera[7]
- SKA-Niewa (2022-2023), asystent trenera[8]
- HK Soczi (2023-2024), asystent trenera[9]
- Witiaź Podolsk (2024-), asystent trenera[10]

## Sukcesy
Klubowe
- Srebrny medal mistrzostw Rosji: 1998 z Mietałłurgiem Magnitogorsk, 2003 z Siewierstalą Czerepowiec
- Mistrzostwo Europejskiej Hokejowej Ligi : 1999 z Mietałłurgiem Magnitogorsk
- Złoty medal mistrzostw Rosji: 1999, 2001 z Mietałłurgiem Magnitogorsk
- Brązowy medal mistrzostw Rosji: 1995, 2002 z Mietałłurgiem Magnitogorsk
- Mistrzostwo wyższej ligi: 2007 z Torpedo Niżny Nowogród
- Awans do Superligi: 2007 z Torpedo Niżny Nowogród

Indywidualne
- Superliga rosyjska w hokeju na lodzie (2000/2001): Złoty Kask (przyznawany sześciu zawodnikom wybranym do składu gwiazd sezonu)
- Sezon Oberligi niemieckiej Południe 2010/2011:
  - Pierwsze miejsce w klasyfikacji strzelców: 42 gole
  - Pierwsze miejsce w klasyfikacji kanadyjskiej: 82 gole